# Micaela Fernández de Navarrete
Micaela Fernández de Navarrete (Ábalos, final s. XVIII—mitjan s. XIX) va ser una pintora espanyola, germana de Concepción.
Natural d'Ábalos (La Rioja), va ser filla de l'erudit i literat Martín Fernández de Navarrete, comentador del Quixot i secretari de la Reial Acadèmia de Belles Arts de Sant Ferran. El 16 de setembre de 1821 va ser creada, juntament amb la seva germana Concepción, acadèmica d'honor i de mèrit de dita acadèmia. A l'exposició organitzada per l'Acadèmia de Sant Ferran de 1821 va presentar una aiguada titulada Santa Agnès –obra que fou copiada el 1829, que es tornà a exposar el 1840 i va ser restaurada el 2021–, la qual va avalar el seu nomenament. L'obra es conserva al Museu de la mateixa acadèmia.